# 베트남의 불교
베트남의 불교는 인도차이나 반도의 동쪽에 위치한 베트남은 중국인으로부터 '월남(越南)'이라고 일컬어지며 한(漢)시대부터 중국 문화의 영향을 받아왔다. 베트남의 종교는 무술(巫術)을 중심으로 한 각양각색의 민간 신앙을 갖고 있었는데 이 위에 중국으로부터 불교·유교·도교 등이 수입되어 퍼지게 되었다. 특히 불교는 6, 7세기경에 들어와서 뒤에 선종(禪宗)을 중심으로 하는 중국풍 대승불교가 성행하였다. 19세기 이후 프랑스 식민지 정책 아래에서는 가톨릭 세력이 진출하게 되고 또 제2차 세계대전 후의 독립과 남북 베트남으로의 분열, 이에 따른 국내전쟁이라는 비종교적 기운 속에서 불교 세력은 차차 쇠퇴해가는 경향이 있었고, 더욱이 남베트남 공산화와 이에 따른 남북 베트남 공산정권의 통일로 인해 종교의 자유는 인정되지 않고 있으나 아직도 80%가 불교도로서 다수를 점하고 있다.

## 같이 보기
- 1963년 불교 법난